# Surf Nazis Must Die
(Adolf)
Surf Nazis Must Die è un film del 1987, diretto da Peter George, prodotto dalla Troma.
Fu presentato in anteprima al Festival di Cannes del 1987, riscuotendo molta curiosità per via del titolo, ma in seguito ebbe delle recensioni per la maggior parte negative da parte della critica cinematografica. Il film comunque è diventato un cult movie, tra i più amati dai fans della Troma.
Il titolo del film in origine era semplicemente Surf Nazis, ma la Troma vi inserì la frase Must Die, poiché preoccupata che il pubblico considerasse il film una sorta di propaganda nazista.

## Trama
Dopo un violento terremoto a Los Angeles, la città è caduta in preda al caos e le bande giovanili governano indisturbate. La gang più pericolosa è quella dei "Surf Nazis", un gruppo di surfisti neonazisti che spadroneggia sulle spiagge, capitanati da Adolf (Barry Brenner), autoproclamatosi il Führer della spiaggia.
Adolf è spietato, indossa una giacca di pelle nera e non lascia mai il suo lungo coltello. La sua fidanzata è Eva (Dawn Wildsmith), che è anche la cuoca e il medico della gang. Il braccio destro di Adolf è Mengele (Michael Sonye), un killer assetato di sangue che inventa tutte le armi del gruppo. Hook (Joel Hile) è uno dei surfisti nazisti più pericolosi. Ha un gancio al posto del braccio destro, che gli è stato tranciato da uno squalo. Infine c'è Smeg (Tom Shell), il più giovane del gruppo, che passa tutto il suo tempo libero insieme ai surfisti nazisti.
Un giorno i surfisti nazisti uccidono Leroy (Robert Harden), un giovane afroamericano. Questo è l'inizio della loro fine: infatti la madre di Leroy, Eleanor 'Mama' Washington (Gail Neely), obesa, si arma di fucili e granate e avvia così la sua vendetta, sterminando tutto il gruppo.

## Critiche
Le critiche furono negative soprattutto per la recitazione e i dialoghi. Il celebre critico cinematografico Roger Ebert abbandonò la proiezione del film a Cannes dopo trenta minuti.

## Collegamenti ad altre pellicole
- La presentazione delle varie bande ricorda un'analoga sequenza presente in I guerrieri della notte, diretto da Walter Hill nel 1979.
- In Tromeo and Juliet, diretto da Lloyd Kaufman nel 1996, nella stanza di Juliet è presente il poster del film.
- In Orgazmo, diretto da Trey Parker nel 1997, è presente in una videoteca la videocassetta del film.